# Landkreuzer P. 1000 Ratte
Landkreuzer P. 1000 Ratte là tên một dự án sản xuất xe tăng siêu nặng do Đức Quốc xã thực hiện trong thế chiến II. Nó được bắt đầu thiết kế vào năm 1942 bởi Krupp, sau khi nhận được sự chấp thuận từ Hitler, Krupp đã bắt đầu sản xuất các bộ phận của Ratte. Nhưng đến năm 1943,dự án đã bị Albert Speer hủy bỏ,chỉ một tháp pháo được hoàn thiện, Landkreuzer P. 1000 Ratte có khối lượng khoảng 1000 tấn, gấp năm lần khối lượng của Panzer VIII Maus(loại tăng nặng nhất từng được sản xuất), hơn 18 lần khối lượng của Tiger I, hơn 14 lần khối lượng của Tiger II, 22.32 lần khối lượng của Panther.

## Lược sử phát triển
Việc phát triển các loại xe tăng siêu nặng được bắt đầu vào năm 1941 bởi Krupp. Tập đoàn này đã học hỏi cách chế tạo xe tăng siêu nặng của đối thủ Liên Xô. Ngoài ra việc thiết kế Landkreuzer P. 1000 Ratte được Krupp thực hiện nhằm đưa ra hai loại xe tăng siêu nặng cùng một lúc:P. 1000 Ratte và Panzer VIII Maus. Edward Grote,sĩ quan cấp cao trong lực lượng hải quân,đã đề xuất một dự án thiết kế tăng siêu nặng với khối lượng hơn 1000 tấn, được trang bị ụ pháo hạng nặng hải quân, bọc giáp bằng thép trui dày hơn 230 mm(9 inch-23 cm) có tên là Landkreuzer lên Hitler vào ngày 23/6/1942.Ratte được đánh giá là rất mạnh nếu đưa ra chiến trường và chỉ có các loại chiến hạm có pháo cỡ nòng cùng với nó mới có thể xuyên thủng lớp giáp bọc của nó. Với khối lượng quá nặng như vậy, nó được lắp ba cầu thang cao 1.2 m mỗi bên làm cho tổng chiều rộng của nó lên đến 7.2 m. Với thiết kế như vậy Ratte có thể di chuyển một cách thăng bằng mà không bị nghiêng về bất cứ hướng nào. Khối lượng quá khủng khiếp của nó có nghĩa là nó không thể di chuyển qua bất kì loại cầu hay đường qua sông nào. Tuy nhiên nó có khoảng cách gầm khoảng 2 mét, giúp Ratte có thể vượt tất cả các loại sông, lạch hay hào nào.
Sau khi xem qua bản thiết kế của Grote, Hitler trở nên thích thú Landkreuzer P. 1000 Ratte và ra lệnh cho tập đoàn chỉ đạo việc sản xuất vào năm 1942. Vào ngày 29/12/1942, một vài bản vẽ kĩ thuật đã được hoàn thành. Dự án bị hủy bỏ bởi Albert Speer vào năm 1943 trước khi bất kì mẫu thử nghiệm nào được hoàn thành.

### Động cơ đẩy
Theo như bản thiết kế, Ratte được lắp hai động cơ V12Z32/44 chuyên dùng cho tàu chiến(đặc biệt là lực lượng tàu ngầm U-boat) (24 xi-lanh;có công suất 8500 mã lực/mỗi động cơ) hoặc tám động cơ Daimler-Benz MB 501-chuyên dùng cho lớp tàu ngầm E-boat(20 xi-lanh;có công suất 2000 sức ngựa/mỗi động cơ.Nếu như hoạt động cùng một lúc, động cơ của Ratte sẽ tạo ra hơn 16000 sức ngựa để di chuyển. Vì động cơ của Ratte có thiết kế giống như động cơ tàu ngầm nên các vách xi-lanh đều có các ống thở(được phát triển bởi hải quân Đức). Những ống thở này có tác dụng đẩy không khí đến động cơ giúp cho các máy bên trong hoạt động bình thường trong khi xe tăng đang lội qua vùng nước sâu.

### Vũ khí

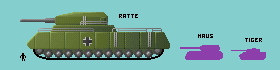
Ratte so sánh với các loại tăng hạng nặng khác

Ratte được trang bị hai pháo 280 mm SK C/34(chuyên dùng trong lớp tàu chiến Gneisenau). Nó có hai đai tháp pháo rất lớn để có thể lắp vừa loại pháo hải quân chuyên dụng này.Trước khi dự án bị hủy bỏ, đã có một tháp pháo gắn 280 mm SK C/34 được hoàn thành(mặc dù chưa có tài liệu chứng tỏ việc này). Nhưng có một loại pháo rất giống với pháo SK C/34 được gắn trên ụ pháo toạ lạc gần Rotterdam, Hà Lan. Loại tháp pháo này đã từng được thiết kế và sản xuất cho lớp tàu chiến Gneisenau, nhưng nó chưa từng được chuyển đến cho chương trình Ratte(do Krupp phụ trách).
Vũ khí phụ được gắn phía dưới là một khẩu pháo 128 mm(dùng cho Maus và Jagdtiger), hai khẩu pháo tự động 15 mm Mauser MG 151/15, tám khẩu pháo phòng không 20 mm FlaK 38 hoặc ít nhất là bốn khẩu được xếp lại thành hình vuông. Ý tưởng lắp tám khẩu pháo phòng không FlaK 38 là do các loại xe tăng thường bị hạ bởi máy bay chỉ vì không có đại liên phòng không, việc lắp những khẩu FlaK 38 theo như Krupp cơ bản đã giải quyết được vấn đề này. Ngoài ra, ngăn trong của Ratte còn có hai chiếc xe máy do thám BMW R12 và thêm một ngăn chứa đạn lớn, phòng chứa lính, ngăn điều khiển, nhà vệ sinh.